# 맨발 공원
《맨발 공원》(영어: Barefoot in the Park)은 1967년 개봉한 미국의 코미디 영화이다. 진 색스의 감독 데뷔작이며, 닐 사이먼의 동명 희곡이 영화의 원작이다.